# Ácido tiosulfúrico
El ácido tiosulfúrico es un compuesto inorgánico de fórmula H
2S
2O
3. Ha despertado el interés académico por ser un compuesto sencillo, de fácil acceso y de naturaleza débil. Sin embargo, tiene pocos usos prácticos.

## Preparación y degradación
El ácido no puede producirse acidificando soluciones acuosas de sal de tiosulfato, ya que se descompone fácilmente en agua. Los productos de descomposición pueden incluir azufre, dióxido de azufre, sulfuro de hidrógeno, polisulfuros, ácido sulfúrico y politionatos, dependiendo de las condiciones de reacción. Max Schmidt desarrolló métodos anhidros para producir el ácido.  
H
2S + SO
3 → H
2S
2O
3
Na
2S
2O
3 + 2 HCl → 2 NaCl + H
2S
2O
3
HSO
3Cl + H
2S → HCl + H
2S
2O
3

La estructura de la base conjugada del ácido tiosulfúrico.

El ácido anhidro también se descompone por encima de -5 °C: 
H
2S
2O
3 → H
2S + SO
3

## Estructura
El isómero(O=)
2S(−OH)(−SH) es más estable que el isómero (O=)(S=)S(−OH)
2 según lo establecido por Hartree–Fock. La estructura predicha teóricamente se ajusta a la regla del doble enlace.
Un isómero del ácido tiosulfúrico es el aducto de sulfuro de hidrógeno y trióxido de azufre, H
2S·SO
3, que también se puede preparar a baja temperatura. Es un sólido cristalino blanco.